# Jörg Baberowski
Jörg Baberowski (ur. 24 marca 1961 w Radolfzell am Bodensee) – niemiecki historyk Rosji i ZSRR, profesor Uniwersytetu Humboldtów w Berlinie. Przedtem był pracownikiem naukowym w Instytucie Historii i Studiów Regionalnych Europy Wschodniej na Uniwersytecie w Tybindze; W roku akademickim 2001/2002 kierował w zastępstwie katedrą historii Europy Wschodniej na Uniwersytecie Lipskim. 
Baberowski był atakowany na swoim uniwersytecie przez trockistów. Jego dziadek był Polakiem.

## Wybrane publikacje
- Autokratie und Justiz. Zum Verhältnis von Rechtsstaatlichkeit und Rückständigkeit im ausgehenden Zarenreich 1864–1914, Frankfurt/M., Klostermann 1996, ISBN 3-465-02832-5.
- Zivilisation der Gewalt. Die kulturellen Ursprünge des Stalinismus. (Humboldt-Universität zu Berlin: Antrittsvorlesung am 10. Juli 2003; PDF; 731 kB)
- Der Feind ist überall. Stalinismus im Kaukasus, München, DVA 2003, ISBN 3-421-05622-6.
- Der rote Terror. Die Geschichte des Stalinismus, München, DVA 2003, ISBN 3-421-05486-X.
- Der Sinn der Geschichte. Geschichtstheorien von Hegel bis Foucault, München, C.H. Beck 2005, ISBN 3-406-52793-0.
- Jörg Baberowski und Anselm Doering-Manteuffel: Ordnung durch Terror, Bonn, Dietz 2006, ISBN 3-8012-0368-9.
- Moderne Zeiten? Krieg, Revolution und Gewalt im 20. Jahrhundert, Vandenhoeck und Ruprecht, Göttingen 2006, ISBN 3-525-36735-X.
- Verbrannte Erde. Stalins Herrschaft der Gewalt, München, C.H. Beck 2012, ISBN 978-3-406-63254-9.
- Räume der Gewalt. Frankfurt am Main, S. Fischer 2015, ISBN 978-3-10-004818-9.

## Publikacje w języku polskim
- Czerwony terror: historia stalinizmu, Jacek Antkowiak, Warszawa: Wydawnictwo Naukowe PWN 2009.
- Stalin. Terror absolutny, Warszawa: Prószyński i S-ka 2014.